# The Color of Money
The Color of Money (oprindeligt udsendt på dansk som Det handler om penge, men distribueres i dag under originaltitlen) er en amerikansk film fra 1986 instrueret af Martin Scorsese og med Paul Newman og Tom Cruise i hovedrollerne.
Filmen er en fortsættelse af Robert Rossens film fra 1961 The Hustler (dansk titel: Hajen), der også har Paul Newman i hovedrollen. Newman spiller i begge film billiardhajen "Fast" Eddie Felson. 
Paul Newman vandt en Oscar for bedste mandlige hovedrolle for sin rolle som Eddie Felson.

## Handling
I The Color of Money har Eddie Felson opgivet poolspillet og handler i stedet med billig whisky, men med forfalskede etiketter. Han møder den unge Vincent Lauria (Tom Cruise), og påtager sig at hjælpe den unge spiller til at blive en rigtig billardhaj ...

## Medvirkende
- Paul Newman – Eddie Felson
- Tom Cruise – Vincent Lauria